# Altopedaliodes albarregas
Altopedaliodes albarregas är en fjärilsart som beskrevs av Adams och Bernard 1981. Altopedaliodes albarregas ingår i släktet Altopedaliodes och familjen praktfjärilar. Inga underarter finns listade i Catalogue of Life.